# Matilde Camus

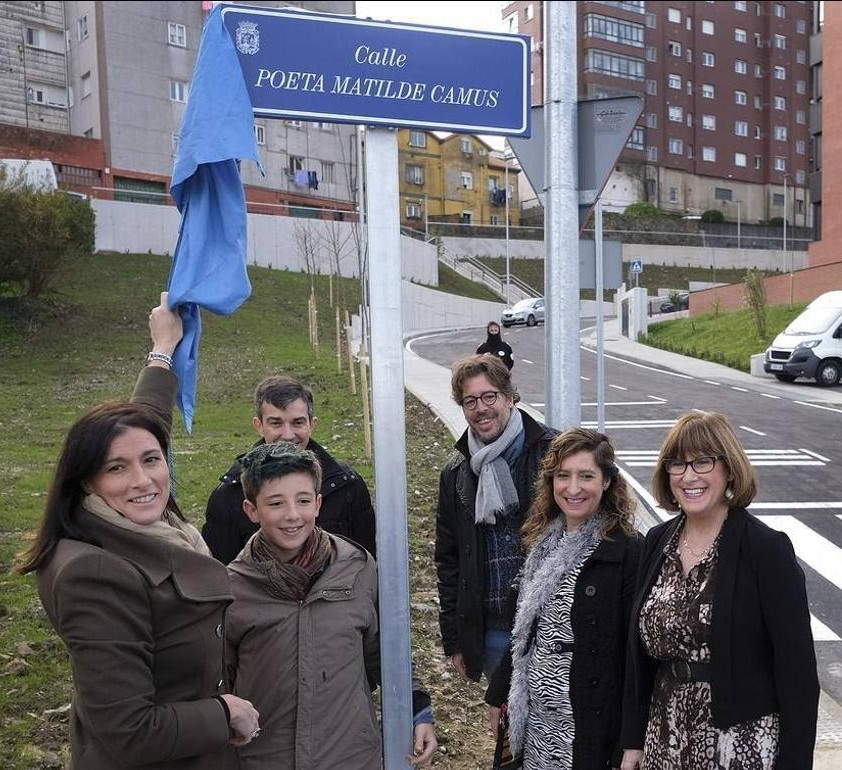
Inauguración Calle, con la alcaldesa de Santander, la hija, tres de los nietos y uno de los bisnietos de MATILDE CAMUS

Aurora Matilde Gómez Camus (Santander, 26 de septiembre de 1919 - Santander, 28 de abril de 2012) fue una escritora, investigadora, articulista y poeta española.

## Biografía
Aunque fue una gran viajera, nunca abandonó su querida Tierruca a la que cantó en muchos de sus poemas. Su padre fue Francisco José Gómez Landeras, hijo de labradores acomodados, que salió de Monte, de donde procedían sus ancestros para instalarse en Santander en la Cuesta de la Atalaya n.º 3. Su madre  Matilde Camus del Villar, procedente de Cueto, que muere con tan solo 21 años, tan solo 28 días después del nacimiento prematuro de su hija,  el ama de llaves de la casa, Alfonsa del Molino Orquedique, se hizo cargo de la pequeña.
La relación con su padre fue muy profunda, a él dedicó su primer poema a la edad de 9 años. Vivió junto a ella hasta su muerte. Siempre tuvo una estrecha vinculación con el Lugar de Monte, donde pasaba los veranos y  vivía su familia paterna.
Fue una gran lectora, desde pequeña se carteaba con Celia, el personaje creado por Elena Fortún, y con otros jóvenes lectores, mediante el suplemento infantil de Blanco y Negro: Gente menuda. 
Sus primeros años de enseñanza fueron en el Colegio de San José, de las Hijas de la Caridad. Cursó el bachiller que en aquel tiempo era de siete años en el Instituto de Santa Clara. Hizo su examen de estado en Valladolid (1939). y su condición de hija única le dificultaron seguir sus estudios. 
En el verano de 1936 conoce a Justo Guisández García, madrileño, estudiante de Bellas Artes y de Bachiller, al que la guerra encuentra veraneando en Santander, coinciden ambos en el Instituto Santa Clara; comparten sus inquietudes artísticas y con él, como  Delegado de prensa y propaganda del Sindicato Español Universitario, comienza a publicar en el periódico. Ya Matilde se hermana con la poesía, para expresar sus sentimientos en estos tiempos llenos de ideales, de paz y justicia. Firmará con el nombre con el que todos la conocen: Matty.
En el año 1943 se casan en la Iglesia Parroquial de Monte, preside la celebración el profesor de ambos, padre Carvallo, especialista en geología e historia. Se instalan en la casa familiar de la Cuesta de la Atalaya, 3, donde nació y vivió hasta los 40 años, se ha colocado una placa en el edificio, que pertenece a la "Ruta de los Ilustres de Santander" y comienzan a venir los hijos: Justo Francisco, Francisco Javier, Matilde y Miguel Ángel, que han sido inicio de una saga de 10 nietos y 18 bisnietos.
Hasta la muerte de su padre, en 1965, recuerda su primer amor por la poesía plasmando sus sentimientos, aunque apenas lo conocen sus íntimos. Muerto su padre y siendo sus hijos mayores sus estudios o profesiones les llevan fuera de Santander, solo el pequeño queda en la casa;  comienza a introducirse en el Ateneo de Santander y conoce a gente con su misma inquietud en las tertulias literarias del Grupo MAS (Movimiento artístico santanderino) al que asiste junto a su esposo en su faceta de pintor; Desempolva los viejos poemas, recupera y actualiza sus estudios de Preceptiva literaria y comienza a trabajarlos. La lectura de sus poemas en estas tertulias, tiene muy buena acogida. Tenía gran capacidad para escuchar las sugerencias de sus compañeros. Trabaja disciplinada e intensamente en las noches que ella sabía prolongar en ocasiones hasta bien entrada la madrugada. Así se inicia su prolífica obra con el primer libro VOCES en 1969, el último libro de poesía supervisado por ella en el año 2000 tiene por título: PRISMA DE EMOCIONES, aunque posteriormente se han editado tres libros más de poesía. En el año 2006 el Ayuntamiento de Santander le publica su obra de investigación, Historia de la iglesia evangélica española de Santander.
El juicio crítico de su primera obra, Voces, contó con el respaldo y el prólogo de su profesor de 3.º de Bachiller en el IES de Santa Clara Gerardo Diego. Esto fue definitivo para animarla a dedicarse  a escribir. Su marido, Justo Guisández realiza el dibujo de su primera portada, como de muchas otras posteriormente. Decide firmar como Matilde Camus en memoria de su madre. En 1970 recibe el Primer Premio de Poesía "Amigos del Arte" de Santander, inicio de otros muchos. 
Desde 1969 a 1974 fue Presidenta de la Sección de Literatura del Ateneo de Santander y del Instituto de Cultura Hispánica de Santander. Desde el año 1972 y hasta su muerte fue Miembro del Centro de Estudios Montañeses. 
Escribió 35 libros de poesía, 3 cuentos infantiles poéticos, 10 libros de Investigación, Ensayos y ponencias en Congresos. En el año 2020 con motivo del Centenario de su nacimiento, se publica una Antología Poética revisada, con el título: "VIVIR... AMAR... SENTIR" Toda su obra está agotada, aunque conservada en las Bibliotecas y Centros Culturales de Santander y la provincia y en la página web.
Su profunda vinculación con Monte le llevó a hacer un trabajo de investigación sobre este lugar con la publicación de "Historia del Lugar de Monte" (1985) y "Efemérides del Lugar de Monte I y II Tomo (1989 y 1995). Matilde Camus escribió la letra del Himno de Monte, a la que puso música el Maestro D. Manuel López Fernández (1986).
En Monte tiene dos localizaciones con donde se la recuerda "LUGAR MATILDE CAMUS", y en el CENTRO CUMTURAL FERNANDO ATECA,  donde se conserva en exposición permanente su obra completa escrita, obra pictórica, premios, material de trabajo, etc. en el "Salón de actos Matilde Camus".

### Fallecimiento
Murió en Santander, 20 días después que su marido, el 28 de abril de 2012. Los restos mortales de ambos reposan en el panteón familiar en el Cementerio de Monte, Santander, según sus deseos. Desde entonces han sido múltiples los homenajes que se han realizado por todo Cantabria, Madrid y Valladolid, recordando su vida y obra.

## Obra poética[5]
- Voces (1969)
- Vuelo de estrellas (1969)
- Manantial de amor (1972) Reeditado en Puerto Rico (1976)
- Bestiario poético (1973)
- Templo del Alba (1974)
- Siempre amor (1976)
- Cancionero de Liébana (1977) 2ª Edición (2006)
- Corcel en el tiempo (1979)
- Perfiles (1980)
- He seguido tus huellas (1981)
- Testigo de tu marcha (1981)
- Testimonio (19882)
- La preocupación de Miguel Ángel (Cuento infantil) (19882)
- Tierra de palabras (1983)
- Coral montesino (19883)
- Raíz del recuerdo (19884)
- Cristales como enigmas (1985)
- Sin teclado de fiebre (19886)
- Santander en mi sentir (1989)
- Sin alcanzar la luz (Bilingüe en italiano) (1989)
- El color de mi cristal (1990)
- Tierra de mi Cantabria (1991)
- Amor dorado (1993)
- Ronda de azules (1994)
- Vuelo de la mente (1994)
- Reflexiones a medianoche (1996)
- Mundo interior (1997)
- Fuerza creativa (1998)
- Clamor del pensamiento (1999)
- Cancionero multicolor (Poemario infantil) (1999)
- La estrellita Giroldina (Cuento infantil) (1999)
- Motivos alicantinos. (Separata) (2000)
- Prisma de emociones (2000)
- Vivir, soñar, sentir (2005)
- Antología Poética.(2010)
- Antología Centenario Vivir... amar... sentir... (2020)

## Libros
- Historia del Lugar de Monte (1985)
- Historia de San Roman de la Llanilla (1986)
- Efemérides del Lugar de Monte (1989)
- Historia del Lugar de Cueto (1990)
- Efemérides del Lugar de Peñacastillo (1992)
- Historia del Lugar de Cueto II (1992)
- Prolegómenos del Cementerio Protestante de Santander y su evolución histórica (1993)
- Efemérides del Lugar de Monte II (1995)
- Mayorazgo de la Casa Mantilla de Fontibre Reinosa (1997)
- Historia de la Iglesia Evangélica Española de Santander (2006)

## Comunicaciones presentadas en Congresos y publicadas
- "Una poetisa extremeña. Vicenta García Miranda" (1972)
- "Eulalia Velarde del Campo, una poetisa salvada del olvido" (1973)
- Documento y plano de la construcción de la Puente de Arce (1587-1597) (1976)
- Santander y el Nuevo Mundo (1977)
- Acciones de Guerra en Santander del séptimo ejército (1811-1813) (1979)
- Cartas del brigadier D. Miguel de Álava al general Castaños sobre operaciones en Extremadura y Portugal. Badajoz (1982)
- Filosofía e ingenio del refrán (1988)
- Orizzonti di Gloria (Nápoles, 1988)
- Monasterio de San Pedro de Rocas y otras ermitas (1990)
- Un poeta santanderino, Casimiro del Collado. Gran personalidad en México (siglo XIX) y su relación con Marcelino Menéndez Pelayo (1988)
- Concha Morell y Nicolau, un gran amor de Benito Pérez Galdós (1990)

## Ensayos
- Monasterio de San Pedro de Rocas y otras ermitas. Revista Libredón, 1990
- Mitos y supersticiones de Galicia y Cantabria. Revista Libredón, 1991
- Pedro de Alvarado. Conquistador de Guatemala (Linaje de la casa Alvarado de Trasmiera -Cantabria-. Revista Libredón n.º 4 y IV Congreso Internacional de Estudios Galdosianos. Las Palmas de Gran Canaria, 1990

## Colaboraciones en periódicos
- De forma continuada:
- El Diario Montañés, Santander (Cantabria)
- Hoja del Lunes, Santander (Cantabria)
- Alerta, Santander (Cantabria).
- Fundación San Martín Santander (Cantabria)
- La Gaceta del Norte, Santander (Cantabria)
- Luz de Liébana, Potes (Cantabria)
- La ilustración de Castro, Castro Urdiales (Cantabria)
- Boletín informativo, Monte (Santander)
- De forma esporádica:
- Gente menuda, suplemento de Blanco y negro, Madrid
- Hoy, de Badajoz (Extremadura)
- Dictamen, de Veracruz (México)
- La montaña, de México
- Galia-Hispania, Périqueux (Francia)
- Orizzonti di gloria de Nápoles (Italia)
- Idealidad, Alicante (Comunidad valenciana)
- Alcántara, Cáceres (Extremadura)
- Peñalabra, Santander (Cantabria)
- Altamira, del C.E.M. Santander (Cantabria)
- Poesía hispánica, Madrid.
- Revista de aeronáutica y astronáutica, Madrid
- SAM Revista Agrícola Ganadera, Renedo de Piélagos (Cantabria)
- Tres mares, Santander (Cantabria).
- Revista Cantabria, Diputación Regional de Cantabria
- Revista Libredón, Centro Gallego de Santander Difusión Internacional
- El vilero, Semanario Informativo de la Marina Baja, Villajoyosa (Alicante)
- Revista de moros y cristianos, Villajoyosa (Alicante)
- Zenit, Revista de la Asociación de Profesorado Estatal (ANPE)
- Revista Cocamsa, Cooperativa del Campo San Román de la Llanilla (Santander)
- La noticia, Santander (Cantabria)

## Nombramientos
- Académico Correspondiente de la Real Academia de Bellas Artes de la Purísima ´Concepción de Valladolid. (1974)
- Accademico di Merito de la Accademia Internazionale di Pontzen di Lettere Scienze ed Arti di Napoli (Italia) (1986)
- Dama Comendadora de gracia Magistral por Méritos literarios, de la Orden Militar Caballeresca de S. Salvador y Santa Brígida de Suecia.(1990)
- Vocal del Pleno del Consejo del Patronato Cultural de Cantabria en representación de la institución cultural de Cantabria. (1989)
- Miembro del Instituto de Literatura "José María de Pereda", de la Institución Cultural de Cantabria, Santander
- Expresidente de la Sección de Literatura del Ateneo de Santander (1969-1974)
- Expresidente de Literatura del Instituto de Cultura Hispánica de Santander (1969)1974)
- Miembro del Rolde Artístico de Monóvar, Alicante
- Miembro del Grupo M.A.S. (Movimiento Artístico Santanderino) de Santander
- Miembro numerario del Centro de Estudios Montañeses. Santander (1972)
- Miembro de la Sociedad cántabra de escritores (2001)
- Socia Honorífica de U.N.A.T.E. nombrada en la décima concentración Regional y primera Interregional (1991)
- Socia Honorífica de la Asociación Cultural "Tertulia Goya" (2003)
- Socia Honorífica de las Aulas de la Tercera edad de Cantabria (1991)
- Le incluyen en el Dictionary Pontezens Academcians (Gli Accademici di Pontzen di Napoli (Italia), 1987-1991. Terza Edizione
- Personalidad Montañesa del año, (1980 Santander)
- Pregonera de la Semana Santa de Santander (1985)
- Pregonera de las fiestas de Monte (1980,1981, 1982, 1984) , del Valle de Camargo (1986) Cueto (1985), El Astillero (1986) , Solares, Cabezón de la Sal
- Madrina honoraria de la tuna del Instituto "José María de Pereda", 1981 Santander
- Socia honoraria de las Aulas de la Tercera edad de Cantabria (1991)
- Montesina de Honor (2005)
- Socia de Honor de la de la Coral Santa Catalina de San Román de la Llanilla (2006)
- Título de Sobresaliente del Área Artística por los colegios Torrevelo y Peñalabra en Santander (2008)
- Cuetana de honor (2010)
- Medalla de plata del Centro Gallego de Santander (2010)

## Algunos premios
- Primer premio de poesía de Amigos del Arte en Santander (1970)
- Primer premio en IX Certamen Nacional de poesía Navideña a su libro TEMPLO DEL ALBA (1973)
- Primer premio y Flor Natural en los III Juegos Florales "Peregrina" en Pontevedra a su libro SIEMPRE AMOR (1975)
- Mención honorífica en el XIII Certamen Poético Nacional "Amantes de Teruel" al libro SIEMPRE AMOR (1975)
- Primer premio, Flor natural y Botijo de Honor, de las Justas poéticas de Dueñas (Palencia, 1977)
- Le conceden el "Lauro Tanit", 1979
- Mantenedora de las XIV Justas Literarias de Reinosa -Cantabria-(1978)
- Primer premio Flor Natural y trofeo Unión Artística vallisoletana de las VI Justas poéticas en Valladolid (1980)
- Diploma acreditativo del premio Internacional de Poesía ROSA DE ORO en Bilbao por su obra poética. (1982)
- II Premio Corona de oro en la XXI Competición Cultural Internacional de la Academia PONTZEN de Nápoles. Italia (1987)
- Pluma de oro en la XXII Competición Internacional de la Academia PONTZEN de Nápoles. Italia (1988)
- "Medalla de Oro" de la Asamblea Suprema de la Cruz Roja española (1976)